# Little Colorado Spinedace
The Little Colorado Spinedace (Lepidomeda vittata) là một loài cá vây tia trong họ Cyprinidae.
Nó chỉ được tìm thấy ở Hoa Kỳ.